# Borvo

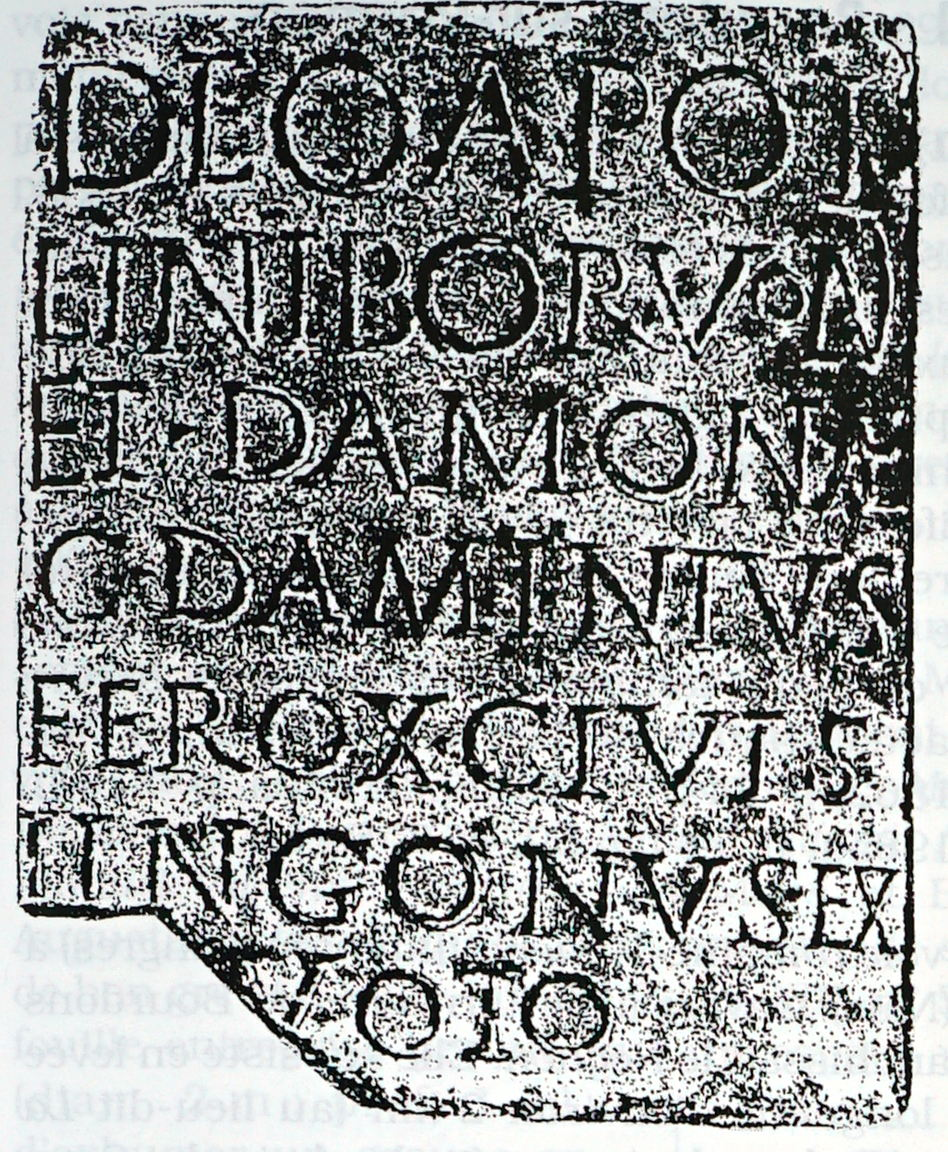
Dedicatoria para Borvo y Damona.

En la mitología céltica de las provincias romanas de la Gallaecia y las Galias, Borvo o Bormánico (conocido también con las grafías Bormo, Boramus o Borvoni) es un dios sanador, asociado al agua.

## Onomástica

### Teonimia
El nombre se descompone en berw « caliente, ardiente, hirviente » y von « fuente », el sentido es « agua hirviente ». Se lo conoce por inscripciones de la época galorromana.

### Etnonimia
Borvo era el dios tutelar de los boyos.
El teónimo Borvo aparece en cierto número de topónimos como La Bourboule, Bourbonne-les-Bains, Bourbon-l'Archambault, Bourbon-Lancy y Barbotan-les-Thermes en Francia así como Burtscheid y Worms en Alemania. El número de estos topónimos atestigua la difusión e importancia del culto consagrado a esta divinidad de las fuentes termales..

## Funciones
Como dios sanador, a veces se compara a Borvo con el dios griego Apolo. Borvo es "el dios termal más importante de la Galia"..

## Paredra
Su paredra es Damona cuyo nombre significa « Gran vaca », (también se la llama Bormana), que no es sin informe con Boand de los Tuatha Dé Danann de la mitología céltica irlandesa.